# Benno
Benno de Meissen (1010–1106) foi um bispo de Meissen, na Alemanha, venerado como santo pela Igreja Católica

## História

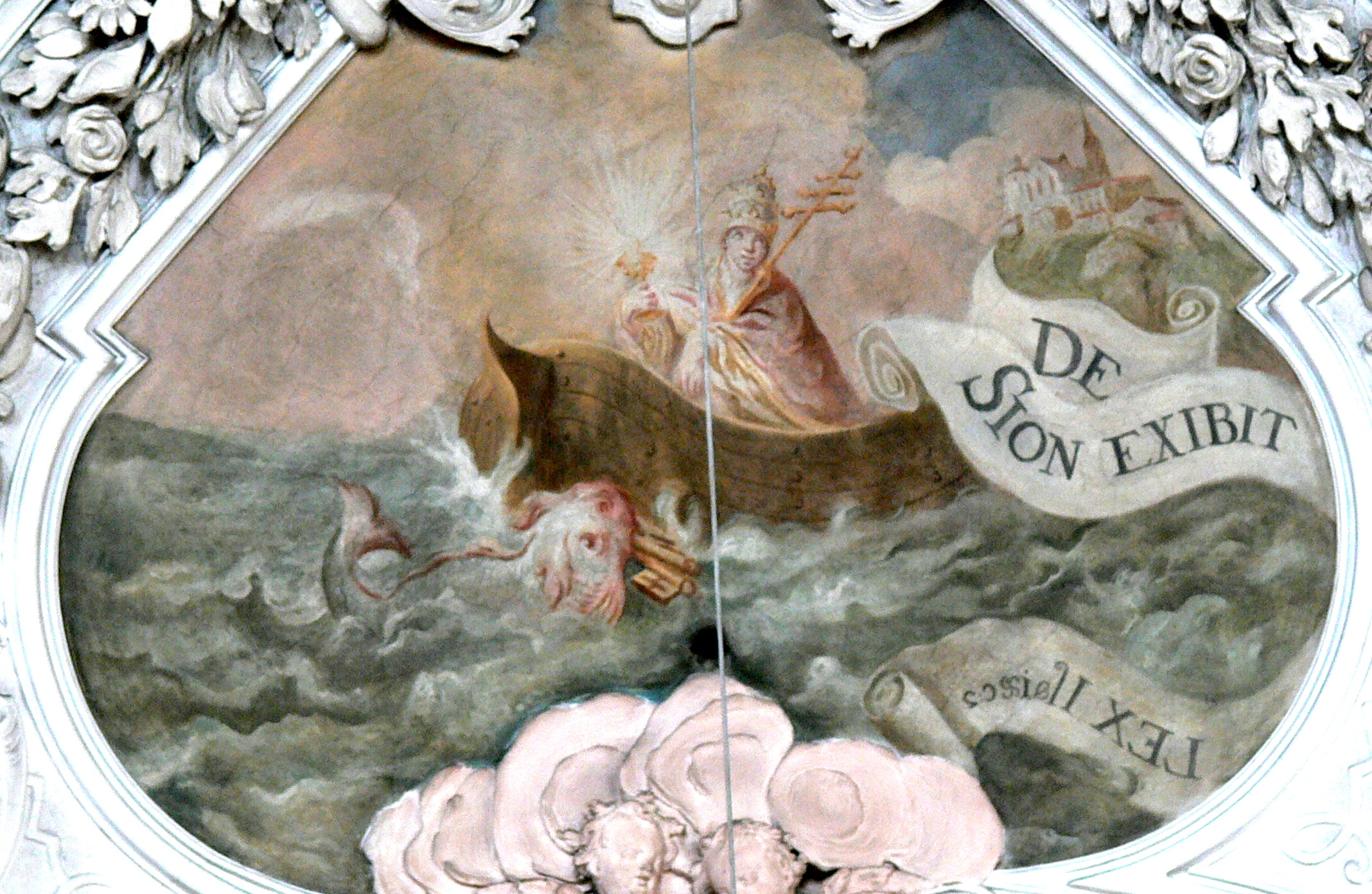
Afresco de São Benno recebendo as chaves de sua catedral em Metten, na Baixa Baviera.

Pouco se sabe sobre os primeiros anos de sua vida, mas é improvável que ele tenha sido um nobre da família saxônica dos Woldenburgs. É improvável também que ele tenha estudado no mosteiro de São Miguel de Hildesheim, apesar das alegações de hagiógrafos posteriores.
O mais provável é que ele tenha sido cônego de Goslar que, em 1066, foi nomeado pelo imperador Henrique IV para a sé de Meissen, onde aparece nas fontes como aliado da insurreição saxônica em 1073, embora Lamberto de Hersfeld e outras autoridades contemporâneas lhe atribuam um peso diminuto no evento.
O imperador Henrique o aprisionou mesmo assim, mas ele foi liberto em 1078 após reafirmar seu juramento de fidelidade, que ele não manteve. Mais uma vez entre os inimigos do rei, Benno perdeu sua sé no Sínodo de Mogúncia em 1085. Benno então se voltou para Guiberto, o antipapa apoiado por Henrique conhecido como antipapa Clemente III. Depois de um penitente reconhecimento de suas ofensas, Benno conseguiu dele tanto sua absolvição quanto uma carta de recomendação a Henrique, que lhe devolveu a sé.
Benno aparentemente prometeu utilizar sua influência para conseguir a paz com os saxões, mas fracassou em manter sua promessa novamente, retornando em 1097 ao partido papal, reconhecendo o papa Urbano II como verdadeiro. Depois disto, ele desaparece da história e não há evidências que suportem as histórias posteriores de sua atividade missionária, zelosa construção de igrejas e pendor pela música eclesiástica. Benno teria morrido de morte natural em 16 de junho de 1106.
Durante seu episcopado, Benno fez muito por sua diocese, tanto através das reformas eclesiásticas no modelo hildebrandino quanto com desenvolvimento material. Na Saxônia, São Benno foi muito popular durante a Baixa Idade Média. Os cônegos de Meissen e Jorge, duque da Saxônia albertina, coordenaram uma campanha para canonizá-lo nos últimos anos do século XV e nas primeiras do século seguinte. Eles queriam o prestígio de ter um bispo local canonizado e o duque buscou um modelo adequado de bispo para a reforma da igreja. O papa Adriano VI publicou a bula oficial em 1523. Embora a santidade de Benno tenha tido pouco a ver com apelo de Lutero pela reforma, uma vez canonizado, Benno tornou-se um símbolo para os dois lados durante o debate da Reforma: Lutero o atacou em seus primeiros tratados contra a veneração dos santos. Reformistas católicos, por outro lado, o tinham como um modelo de ortodoxia; e, depois que multidões protestantes profanaram seu túmulo em Meissen, em 1539, a dinastia Wittelsbach acabou por fazer dele o padroeiro de Munique e da Antiga Baviera.
De sua parte, o protestante inglês John Foxe ansiosamente repetiu as acusações que Benno, que por um momento opôs  Gregório VII, fez contra o imperador Henrique IV durante a Controvérsia das investiduras, como necromancia, tortura de um antigo amigo sobre uma cama de pregos, a contratação de uma tentativa de assassinato, execuções sem julgamento, excomunhões injustas, duvidar da presença real de Cristo na Eucaristia e mesmo de queimá-la.

## Iconografia
Entre suas figuras iconográficas incluem um peixe com chaves na boca, um livro. A razão do peixe é uma lenda de que, depois da excomunhão de Henrique V, o bispo pediu a seus cônegos que jogassem a chave da catedral no Elba; posteriormente, um pescador as encontrou na boca de um peixe e as levou ao bispo.